# Juraj Filas
Juraj Filas (født 5. marts 1955 i Košice, død 31. december 2021) var en slovakisk komponist, lærer og sanger.
Filas studerede sang og komposition på Musikkonservatoriet i Prag og ved Akademiet for Udøvende Kunst hos Jiri Pauer og Jan Zdenek Bartos. Han skrev over 100 værker såsom 6 symfonier, orkesterværker, kammermusik, kantater, instrumentalværker for mange instrumenter, vokalværker etc. Filas var lærer i komposition ved Akademiet for Udøvende Kunst. Han komponerede i en lyrisk melodisk stil, med inspirationer fra bl.a. Ludwig van Beethoven, Giuseppe Verdi og Gustav Mahler.

## Udvalgte værker
- Symfoni nr. 1 "De amorøse festligheder" (1984) - for orkester
- Symfoni nr. 2 "Blusser op for Kærlighed" (1985) - for orkester
- Symfoni nr. 3 "Eftermesse" (1994) - for orkester
- Symfoni nr. 4 "En perfekt skabelse" - for fortæller, synthesizer og orkester
- Kammersymfoni nr. 1 (1982) - for orkester
- Kammersymfoni nr. 2 (1985) - for orkester